# Västergötlands runinskrifter 30

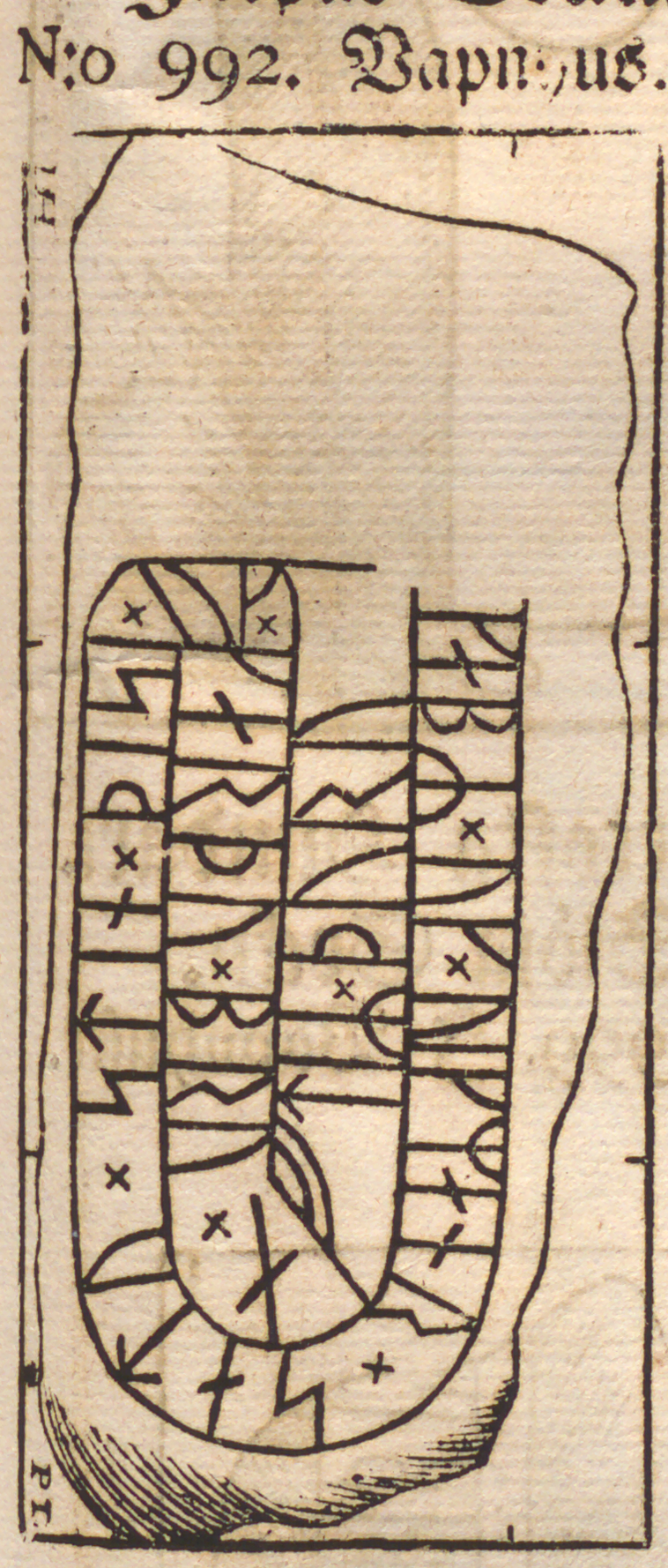
Vg 30 avbildad i Bautil.

Västergötlands runinskrifter 30 är en vikingatida runsten av granit i Järpås kyrka, Järpås socken och Lidköpings kommun. Runstenen ligger inmurad i den västra kyrkmuren till vänster om ingången. Runstenen är 1,25 meter lång och 0,55 meter bred (den synliga delen). Runhöjden är 10-15 centimeter. Ristningen är ovanligt djup och tydlig. Den bro som nämns i inskriften vet man inte var den funnits, men det är rimligt att den legat någonstans i sänkan mellan Orreslätt och den nuvarande kyrkbacken. Där har tidigare varit sankmark och möjligen har alltså bron bildat överfart på någon av vägarna till kyrkbacken. Den nuvarande kyrkan är byggd 1805, men det har funnits en kyrka på platsen sedan 1100-talet.

## Inskriften
Translitterering av runraden:
× kabʀ × uk × uikmanr × satu × stin × þisi × uk × kaþu × bru × aftiʀ × þuru ×
Normalisering till runsvenska:
Kanpʀ(?)/Gapʀ(?) ok Vigmann(?) sattu stæin þennsi ok gærðu bro æftiʀ Þoru.
Översättning till nusvenska:
Kanp(?)/Gap(?) och Vigman(?) satte denna sten och gjorde bro efter Tora.